# François Kamano
François Kamano (1996. május 1. –) guineai válogatott labdarúgó, a szaúd-arábiai élvonalbeli Damak csatára.

## Pályafutása

### Bastia
Kamano felnőtt labdarúgók között 2014. augusztus 9-én debütált a Bastia csapatában hazai pályán a O. Marseille csapata elleni 3–3-as döntetlen mérkőzésen. December 20-án a Caen elleni idegenbeli 1–1-re végződött meccsen szerezte.

### Bordeaux
2016 júliusában igazolt FC Girondins de Bordeauxhoz négy évre írta alá, 2,5 millió euró plusz bónuszért.

### Lokomotyiv Moszkva
2020. augusztus 17-én az orosz Lokomotyiv Moszkva klubja szerződtette.

### Szaúd-Arábia
2023. augusztus 3-án kétéves szerződést kötött az Abhá csapatával. 2024. augusztus 23-án egyéves szerződést írt alá a Damakkal.

## Válogatott
2015-ben debütált a Guineai válogatottban. Azóta tizenegyszer húzta magára a nemzeti mezt és 2016. szeptember 1-jén szerezte meg az első gólját Szváziföldi válogatott ellen a 2017-es afrikai nemzetek kupája selejtezőjében.

## Statisztika
2018. április 28-án frissítve
| Klub             | Szezon           | League           | League          | League | Kupa            | Kupa  | Liga Kupa       | Liga Kupa | Európa          | Európa | Egyéb           | Egyéb | összesen        | összesen |
| Klub             | Szezon           | Bajnokság        | Pályára lépések | Gólok  | Pályára lépések | Gólok | Pályára lépések | Gólok     | Pályára lépések | Gólok  | Pályára lépések | Gólok | Pályára lépések | Gólok    |
| ---------------- | ---------------- | ---------------- | --------------- | ------ | --------------- | ----- | --------------- | --------- | --------------- | ------ | --------------- | ----- | --------------- | -------- |
| Bastia           | 2014–2015        | Ligue 1          | 24              | 4      | 0               | 0     | 2               | 0         | —               | —      | —               | —     | 26              | 4        |
| Bastia           | 2015–2016        | Ligue 1          | 23              | 3      | 1               | 0     | 0               | 0         | —               | —      | —               | —     | 24              | 3        |
| Bastia           | összesen         | összesen         | 47              | 7      | 1               | 0     | 2               | 0         | 0               | 0      | 0               | 0     | 50              | 7        |
| Bordeaux         | 2016–2017        | Ligue 1          | 30              | 6      | 4               | 0     | 3               | 2         | —               | —      | —               | —     | 37              | 8        |
| Bordeaux         | 2017–2018        | Ligue 1          | 32              | 7      | 1               | 0     | 1               | 0         | 2               | 0      | —               | —     | 36              | 7        |
| Bordeaux         | összesen         | összesen         | 62              | 13     | 5               | 0     | 4               | 2         | 2               | 0      | 0               | 0     | 73              | 15       |
| Karrier összesen | Karrier összesen | Karrier összesen | 109             | 20     | 6               | 0     | 6               | 2         | 2               | 0      | 0               | 0     | 123             | 22       |

### Válogatott statisztika
2018. október 12-én frissítve
| Nemzet   | Évek     | Pályára lépések | Gólok |
| -------- | -------- | --------------- | ----- |
| Guinea   |          |                 |       |
| 2013     | 2        | 0               |       |
| 2014     | 0        | 0               |       |
| 2015     | 5        | 1               |       |
| 2016     | 6        | 0               |       |
| 2017     | 7        | 3               |       |
| 2018     | 3        | 1               |       |
| Összesen | Összesen | 23              | 5     |

### Válogatott gólok
2018. október 12-én frissítve 
| #  | Dátum             | Helyszín                                          | Pályára lépések | Ellenfél         | Gól   | Eredmény | Esemény                                              |
| -- | ----------------- | ------------------------------------------------- | --------------- | ---------------- | ----- | -------- | ---------------------------------------------------- |
| 1. | 2015. június 12.  | Stade Mohamed V, Casablanca, Marokkó              | 7               | Szváziföld       | 1 – 1 | V 1–2    | 2017-es afrikai nemzetek kupája selejtező, L csoport |
| 2  | 2017. március 24. | Stade Océane, Le Havre, Franciaország             | 14              | Gabon            | 1–0   | 2–2      | Barátságos mérkőzés                                  |
| 3  | 2017. március 28. | Edmond Machtens Stadium, Brüsszeli régió, Belgium | 15              | Kamerun          | 2–1   | 2–1      | Barátságos mérkőzés                                  |
| 4  | 2017. június 10.  | Stade Bouaké, Bouaké, Elefántcsontpart            | 17              | Elefántcsontpart | 2–2   | 3–2      | 2019-es afrikai nemzetek kupája (selejtező)          |
| 5  | 2018. október 12. | Szeptember 28. Stadion, Conakry, Guinea           | 23              | Ruanda           | 1–0   | 2–0      | 2019-es afrikai nemzetek kupája (selejtező)          |